# Sbrg. Betung
Sbrg. Betung is een bestuurslaag in het regentschap Payakumbuh van de provincie West-Sumatra, Indonesië. Sbrg. Betung telt 1195 inwoners (volkstelling 2010).